# Karolinska-Universitätskrankenhaus

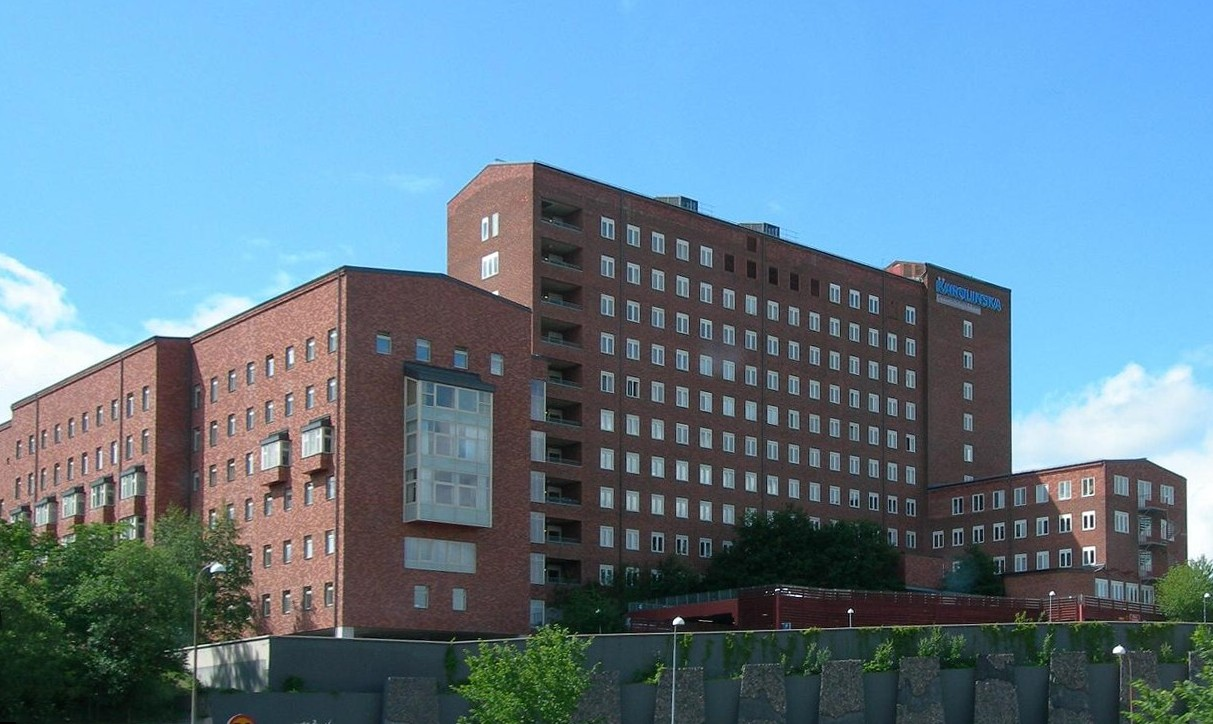
Der Krankenhausstandort in Solna

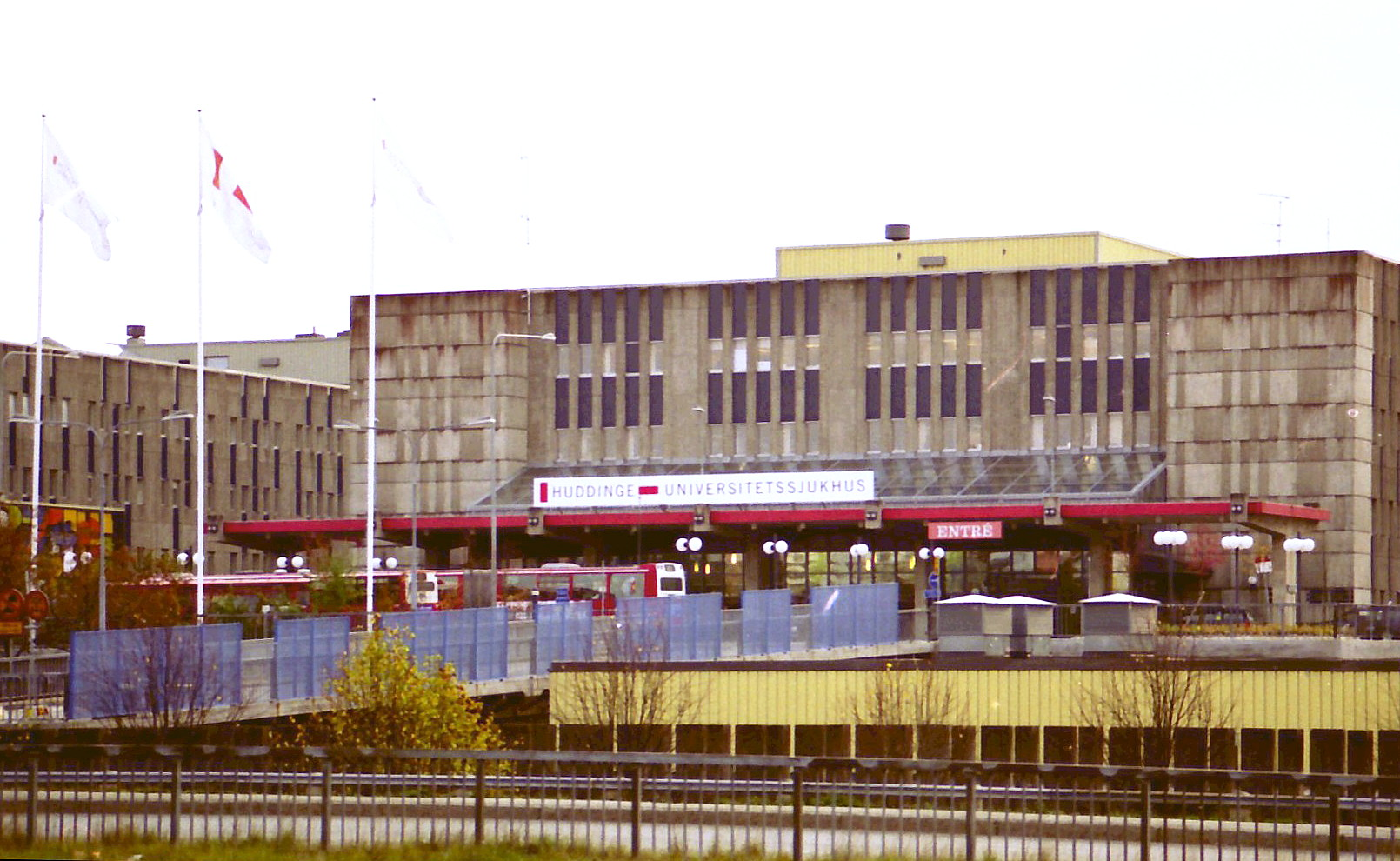
Der Krankenhausstandort in Huddinge

Das Karolinska-Universitätskrankenhaus (schwedisch Karolinska Universitetssjukhuset) ist ein Krankenhaus in der schwedischen Provinz Stockholms län, das zwei Hauptstandorte in Solna und Huddinge betreibt. Es wurde am 1. Januar 2004 durch eine Fusion des Karolinska-Krankenhauses (Karolinska sjukhuset, kurz KS) und des Huddinge-Universitätskrankenhauses (Huddinge universitetssjukhus, kurz HS) gebildet.

## Allgemeines

### Abteilungen und Filialen
Das direkt nördlich der Stadtgrenze Stockholms in Solna gelegene frühere Karolinska-Krankenhaus ist nun Teil dieses Universitätskrankenhauses. Dort befindet sich auch das Astrid-Lindgren-Kinderkrankenhaus (Astrid Lindgrens barnsjukhus) und die schwedische Giftinformationszentrale.
Das Stockholmer Radiumhemmet (schwedisch, auch Radiumhem; deutsch Radiumheim) führt nichtchirurgische Krebsbehandlungen durch. Es wurde 1910 von Gösta Forssell, dem „Vater der schwedischen Radiologie“, als erste strahlentherapeutische Zentralklinik gegründet und verwendete damals Röntgenstrahlung und Radium statt der davor genutzten Chirurgie. 1937 wurde es von Södermalm zum Campus des Karolinska-Krankenhauses in Solna verlegt. Im gleichen Zuge wurde es verstaatlicht, während es davor von der Cancerföreningen, einer privaten Organisation in Stockholm, betrieben wurde. Der Betrieb umfasst nach wie vor Strahlenbehandlung, medikamentelle Krebsbehandlung, Krebsvorsorge und palliative Onkologie. Es existiert auch ein Forschungslabor.
Das ehemalige Huddinge-Universitätskrankenhaus liegt in direkter Nähe zu verschiedenen Forschungs- und Studieneinrichtungen in Flemingsberg in der Kommune Huddinge, das sich südlich von Stockholm befindet.
Die beiden Hauptstandorte sind ca. 15,5 km Luftlinie voneinander entfernt.
Die Karolinska Trial Alliance führt klinische Studien in Stockholms Län durch. Die Aufgabe der Abteilung ist, Grundlagen für die Entwicklung neuer Medikamente und einer effektiveren Krankenpflege zu schaffen.
Das Karolinska hat einige Filialen im Großraum Stockholm, wie z. B. Onkologie-Einheiten im Danderyds sjukhus in Danderyd sowie im Södersjukhus im Stockholmer Stadtteil Södermalm.

### Statistik
Das Karolinska ist das bedeutendste Krankenhaus im Großraum Stockholm mit dessen Einzugsgebiet von ungefähr 2,0 Millionen Einwohnern.
2008 verfügte es über ungefähr 1.600 Pflegeplätze, 15.000 Angestellte und 2.100 Wissenschaftler. In dem Jahr erhielt es ca. 1,26 Milliarden schwedische Kronen Forschungsgelder. Der Umsatz betrug 12,2 Milliarden Kronen.
Es ist im Besitz der Provinzverwaltung der Provinz Stockholms län und wird von diesem betrieben (das Gesundheitswesen liegt in Schweden in der Verantwortung der Provinzen). Es hat eine enge Zusammenarbeit mit der renommierten medizinischen Hochschule Karolinska-Institut, dessen Forschungs- und Studienstandorte jeweils direkt an die Krankenhäuser in Solna und Huddinge angrenzen.

## Geschichte

### Karolinska-Krankenhaus in Solna
Die Planung des Krankenhauses begann 1931 unter dem Architekten Carl Westman. Nach dessen Tod im Jahr 1936 wurde die Verantwortung von Sven Ahlbom und Sven Malm übernommen. Die erste Abteilung, das Radiumheim (Radiumhemmet), begann ihren Betrieb im Jahr 1937. Das Krankenhaus wurde 1940 eingeweiht. Innerhalb eines Jahrzehnts kamen Gebäude für die Psychiatrie und die Dermatologie hinzu. Später wurde ein Kinderkrankenhaus gebaut und mit dem Kinderkrankenhaus des St.-Göran-Krankenhauses im Stockholmer Stadtteil Kungsholmen fusioniert. Diese Abteilung wurde 1998 als Astrid-Lindgren-Kinderkrankenhaus (Astrid Lindgrens barnsjukhus) eingeweiht.
Das Krankenhaus war bis 1982 ein Reichskrankenhaus (rikssjukhus), also ein überregionales Krankenhaus. Es wurde vom Staat an die Provinzverwaltung übergeben und fungiert seither als Notfallkrankenhaus für die Provinz Stockholm und als Universitätskrankenhaus des Karolinska-Instituts. Sowohl die schwedische Thronfolgerin Victoria von Schweden als auch ihre Tochter Estelle von Schweden wurden hier geboren.

### Krankenhaus in Huddinge
Im Krankenhaus in Huddinge wurden 1972 die ersten Patienten aufgenommen. 1975 wurde dort die erste Knochenmarktransplantation in Schweden durchgeführt, 1984 die erste Lebertransplantation.

## Bisherige Krankenhausdirektoren(Sjukhusdirektörer)
- 2004–2007 Cecilia Schelin Seidegård

Nya Karolinska Solna, Baustelle im Mai 2014

- seit 2007 Birgir Jakobsson[4]

## DasNeue Karolinska Solna(Nya Karolinska Solna)
Mit dem Neuen Karolinska Solna (Nya Karolinska Solna, kurz NKS) wird seit 2010 neben dem derzeitigen Krankenhaus in Solna ein neuer Komplex gebaut, der die bestehenden Gebäude ersetzen soll. Das alte Krankenhaus wird als veraltet und sanierungsbedürftig angesehen. Die ersten Patienten sollen Ende 2016 im neuen Krankenhaus aufgenommen werden.